# علی انصاری بویراحمدی
علی انصاری بویراحمدی پژوهگر، نویسنده، مدرس حوزه علمیه قم  ۱۳۴۶ - ۱۳۹۴ خورشیدی یکی از شخصیت‌های علمی در قم. وی موسس مجمع جهانی شیعه شناسی بود.

## زندگینامه
علی انصاری بویراحمدی بعد از پایان تحصیلات متوسطه در رشته تجربی، جهت فراگیری علوم دینی وارد حوزه علمیه قم گردید و دوره مقدمات و سطح، سپس خارج فقه و اصول را نزد فاضل لنکرانی، مکارم شیرازی،وحید خراسانی، جعفر سبحانی وحسن حسن‌زاده آملی کسب علم نمود.

## سایر فعالیتها
تاسیس مجمع جهانی شیعه شناسی

## همکاران
کمال سلمان عنزی اهوازی